# 헤나지 알랴슈크
헤나지 비탈레비치 알랴슈크(벨라루스어: Гена́дзь Віта́левіч Аляшчу́к, 러시아어: Генна́дий Вита́льевич Олещу́к 겐나디 비탈리예비치 올레슈크[*], 1975년 5월 30일~)는 벨라루스의 역도 선수이다. 2000년 하계 올림픽 남자 페더급에서 동메달을 획득했으며 세계 선수권 대회에서 금메달 1개를 획득했다.